# آفند بهاره ارتش سفید روسیه
آفند بهاره ارتش سفید روسیه عملیاتی بود که ارتش سفید متعلق به جنبش سفید با فرماندهی الکساندر کولچاک در جبهه شرقی جنگ داخلی روسیه بین مارس تا آوریل ۱۹۱۹ میلادی انجام داد.

## پیش‌زمینه
در پایان سال ۱۹۱۸ میلادی وضعیت در جبهه شرقی جنگ داخلی روسیه چندان مشخص نبود. هر دو طرف برای تسلط بر رود کامه می‌جنگیدند و از آنجایی که ارتش سرخ برنامه‌ای برای حمله در جبهه جنوبی و غربی داشت دیگر نمی‌توانست پشتیبانی زیادی از جبهه شرقی بکند. سفیدها در دسامبر در یال شمالی این جبهه شهر پرم را فتح کردند و در یال جنوب این جبهه اوفا به دست سرخ‌ها افتاد. در ۲۲ ژانویه ۱۹۱۹ میلادی ارتش یکم جمهوری فدراتیو سوسیالیستی روسیه شوروی به ارتش جمهوری خودمختار شوروی سوسیالیستی ترکستان که از سمت آسیای میانه می‌آمد متصل شد و در ۲۴ ژانویه ارتش چهارم جمهوری فدراتیو سوسیالیستی روسیه شوروی شهر اورال، قزاقستان را اشغال کرد.
در ابتدا سال ۱۹۱۹ میلادی فرماندهی عالی ارتش سفید تصمیم گرفت تا در جبهه شرقی از دو مسیر پیشروی نماید. در یال شمالی هدف اتصال با جبهه شمالی و پیشروی به سمت پتروگراد بود. در یال جنوبی هم هدف شکست مقاومت سرخ‌ها در رود ولگا و پیشروی به سمت مسکو بود.
نیروی سفیدها شامل موارد پایین می‌شد:
- ارتش خودمختار اورنبورگ (کازاک‌ها) به استعداد ۱۱ تا ۱۳ هزار نفر تحت امر الکساندر دوتوف مستقر در یال جنوبی که از ماه مه توان آن به ۲۵ هزار نفر افزایش یافت و زیر فرماندهی پتر ویلوف نام‌اش به ارتش جنوبی تغییر کرد.
- ارتش غربی با توان ۴۲ تا ۴۸ هزار نفر همراه با ۱۲۰ قبضه توپ مستقر در قسمت میانی جبهه بین بیرسک و اوفا.
- ارتش سیبری شامل ۴۵ تا ۵۲ هزار سرباز و ۸۳ قبضه توپ با فرماندهی رادولا گاجدا مستقر در یال شمالی بین گلازوف و پرم
- ۲۵ هزار کازاک در ارتش اورال مستقر در جنوب ارتش دوتوف.

نیروهای ارتش سرخ هم در بخش جنوبی این جبهه عبارت بودند از:
- ارتش چهارم جمهوری فدراتیو سوسیالیستی روسیه شوروی به فرماندهی میخائیل فرونزه
- ارتش ترکستان جمهوری فدراتیو سوسیالیستی روسیه شوروی
- ارتش یکم جمهوری فدراتیو سوسیالیستی روسیه شوروی به فرماندهی هایک بژشکیان مستقر در شمال دریای خزر

در بخش شمالی این جبهه هم توان ارتش سرخ به این شکل بود:
- ارتش پنجم جمهوری فدراتیو سوسیالیستی روسیه شوروی به فرماندهی ژانیش بلومبرگ
- ارتش دوم جمهوری فدراتیو سوسیالیستی روسیه شوروی به فرماندهی واسیلی شورین
- ارتش سوم جمهوری فدراتیو سوسیالیستی روسیه شوروی به فرماندهی میخائیل لاشویچ و سرگئی میزنینوف

از این رو، توان دو طرف در بال شمالی جبهه کمابیش برابر، در بخش مرکزی نیروی سفیدها بیشتر و در بال جنوبی نیروی سرخ‌ها بیشتر بود. هر دو طرف تصمیم گرفته بودند تا به بال راست ضربه بزنند و راه‌های ارتباطی بال چپ دشمن را قطع نمایند. در پایان فوریه، سفیدها توانستند ارتش سرخ را شکست داده و مجبور به عقب‌نشینی نمایند.

## آفند
در ۴ مارس ارتش سیبری متعلق به سفیدها حمله خود را شروع کرد و در ۸ مارس پس از فتح اوخانسک و اوسا، پرم پیشروی خود را به سمت رود کامه ادامه دادند. در ۱۰ آوریل ساراپول سقوط کرد و سفیدها به گلازوف رسیدند. در ۱۵ آوریل سربازان ارتش سیبری بالاخره با نیروهای جبهه شمالی در نزدیک رود پیچورا ملاقات کردند.
ارتش غربی سفیدها در ۶ مارس توانست خطوط ارتش سرخ را درهم بشکند و شکست سختی را به ایشان وارد نماید. به صورتی که ارتش سرخ دیگر نیرویی برای نگهداری از چیستوپول که انبار نان و غله منطقه بود نداشت. در ماه‌های مارس و آوریل ارتش سفید مناطق بسیاری از جمله اوفا، استرلیتاماک، بلبی و بوگولما را به راحتی تصرف نمود.
در جنوب هم کازاک‌های ارتش سفید پس از تصرف اورسک در ۹ آوریل، پیشروی را به سمت اورنبرگ ادامه دادند.

## پسایند
ارتش سفید پیشروی‌های راهبردی را در این آفند به دست آورد اما در همان حال ارتش سرخ در حال گردآوری نیروهای خود در بال جنوبی بود تا بتواند با یک ضدحمله پیشروی دشمن را متوقف نماید. این ضدحمله به فرماندهی میخائیل فرونزه در ۲۲ آوریل آغاز شد.